# Crepidohamma hillifera
Crepidohamma hillifera är en tvåvingeart som först beskrevs av Curtis W. Sabrosky 1957.  Crepidohamma hillifera ingår i släktet Crepidohamma och familjen smalvingeflugor. Inga underarter finns listade i Catalogue of Life.